# Laartsa
Laartsa is een plaats in de Estlandse gemeente Hiiumaa, provincie Hiiumaa. De plaats heeft de status van dorp (Estisch: küla).
Tot in oktober 2017 behoorde Laartsa tot de gemeente Emmaste en sindsdien tot de fusiegemeente Hiiumaa.

## Bevolking
De ontwikkeling van het aantal inwoners blijkt uit het volgende staatje:
| Jaar            | 2000 | 2011 | 2017 | 2019 | 2020 | 2021 |
| --------------- | ---- | ---- | ---- | ---- | ---- | ---- |
| Aantal inwoners | 19   | 10   | 13   | 12   | 12   | 10   |

## Ligging
De plaats ligt in het zuidwestelijk deel van het eiland Hiiumaa, op minder dan een kilometer van de Oostzee. Tussen Laartsa en de Oostzee ligt het dorp Härma. De Tugimaantee 84, de secundaire weg van Emmaste naar Luidja, vormt de oostgrens van het dorp. Ten oosten daarvan liggen de dorpen Kaderna en Metsapere.

## Geschiedenis
De naam Laartsa is afgeleid van de voornaam Lars. Waarschijnlijk heette de eerste boer die zich hier vestigde zo. In 1636 werd Laartsa voor het eerst genoemd als Pusepe Larß, een boerderij op het landgoed van Großenhof (Suuremõisa). In 1666 heette de boerderij Pusep Lahrße Hanß, in 1697 Larße Hanso Hindrick, in 1712 Lars Hindrich en in 1726 Lartza Hinrich. In 1798 was de boerderij onder de naam Lartsa uitgegroeid tot dorp. In 1796 was een landgoed Emmast (Emmaste) afgesplitst van Suuremõisa. Laartsa ging mee.
In de jaren 1977–1997 viel Laartsa onder het buurdorp Kaderna.